# ألين كيرنز
ألين كيرنز هو مغني وممثل كندي، ولد في 14 أغسطس 1894 في بروكفيل في كندا، وتوفي في 20 أبريل 1956 في ألباني في الولايات المتحدة.

## وصلات خارجية
- ألين كيرنز على موقع IMDb (الإنجليزية)
- ألين كيرنز على موقع ميوزك برينز (الإنجليزية)
- ألين كيرنز على موقع أول موفي (الإنجليزية)
- ألين كيرنز على موقع قاعدة بيانات برودواي على الإنترنت (الإنجليزية)
- ألين كيرنز على موقع قاعدة بيانات الفيلم (الإنجليزية)